# Gigondas (AOC)
Pour les articles homonymes, voir Gigondas.
Le gigondas [ʒiɡɔ̃das] est un vin d'appellation d'origine contrôlée produit sur la commune de Gigondas, dans le département de Vaucluse, au pied des dentelles de Montmirail.

## Histoire

### Antiquité
Si la colonisation romaine fut effective à Gigondas, les fouilles ou les déterrements accidentels par labourage de tombeaux en plomb pour incinération, d'urnes lacrymatoires, de statuettes, de lampes, de tuiles plates, etc, le prouvent, les vestiges archéologiques ayant trait à la vigne ou au vin sont rares. Seule une tête de Bacchus a été mise au jour, en 1866, par Eugène Raspail, le neveu de François-Vincent Raspail, sur les terres de son Château Raspail.

### Moyen Âge
Vers 1120, Rostang III, évêque de Vaison, donna à son église cathédrale une mense qui comprenait une vigne sise à Gigondas, près de l'Ouvèze. Il le fait en ces termes :

« Petro vero Alberto Gigundatis pro vinea quoe sita est juxta viam publicam est inter (... otam)) episcopalem et fluvium Ovicœ solidis ordo dedit. »

C'est l'acte le plus ancien confirmant l'existence d'un vignoble sur ce terroir. 
Il faut attendre le XIVe siècle pour connaître l'évolution de ce vignoble, fief des Princes d'Orange. Un de ceux-ci, Raymond V des Baux, en juillet 1341, tout en se réservant les droits de haute et basse justice, accorda aux Gigondassiens certaines libertés  contre un droit de vingtain sur le vin de ce terroir pendant sept ans. 
En 1376, au lieu-dit « Les Bosquets », les registres notariaux indiquent l'existence de « vinea culta », puis ceux des notaires d'Oussan, dans un acte daté de l'an 1380, font état de vignes qui couvraient un territoire descendant de la chapelle Notre-Dame des Pallières jusqu'à l'Ouvèze.

### Époque moderne
Tout au long du XVe siècle, les mêmes registres indiquent que le vignoble s'étendait alors des « Garrigues » au « Trignon », en passant par les « Beaumettes » et la « Coste de Saint-Cosme ».
Au siècle suivant, la Communauté rédigea ses statuts et les approuva le 14 novembre 1591. L'article 45 intitulé « De ceux qui vendent du vin en gros qu'ils en vendent aux autres habitans » indique avec précision les conditions de ce négoce : 

« Toute personne qui voudra vendre du vin en gros aux estrangiés sera tenue de vendre aux habitans dudit lieu, à quatrs ou à pichet, pour le prix qu'ils l'auront vendu auxdits estrangiés, à peine y contrevenant, de payer, pour chaque personne et fois XII deniers ; et qui aura du vin à vendre, et le vendra aux habitans en gros, sera tenu de le vendre à tous habitans, à quarts ou à pichets, pour emplir ses tonneaux, au prix qu'il l'aura vendu en gros pour ouiller lesdits tonneaux, à peine de contravention pour le regard des habitans de payer II sols applicables. »

L'année suivante, cet article fut repris en faisant, cette fois, expressement mention du vin blanc. C'est un des rares textes faisant mention de ce type de vin sur le terroir gigondassien.
Même si Jean-Joseph Expilly note que la commune est « fertile en vin », le XVIIIe siècle marqua une mutation importante dans les cultures. De plus en plus d'habitants délaissèrent la vigne pour se consacrer à la culture de l'olivier et du mûrier. Ce qui n'empêcha point de proclamer la ban des vendanges sur tout le territoire de la commune. Un acte communal daté de 1771 décréta d'ailleurs que tout contrevenant à cette interdiction serait passible d'une amende de cinq livres.

### Époque contemporaine

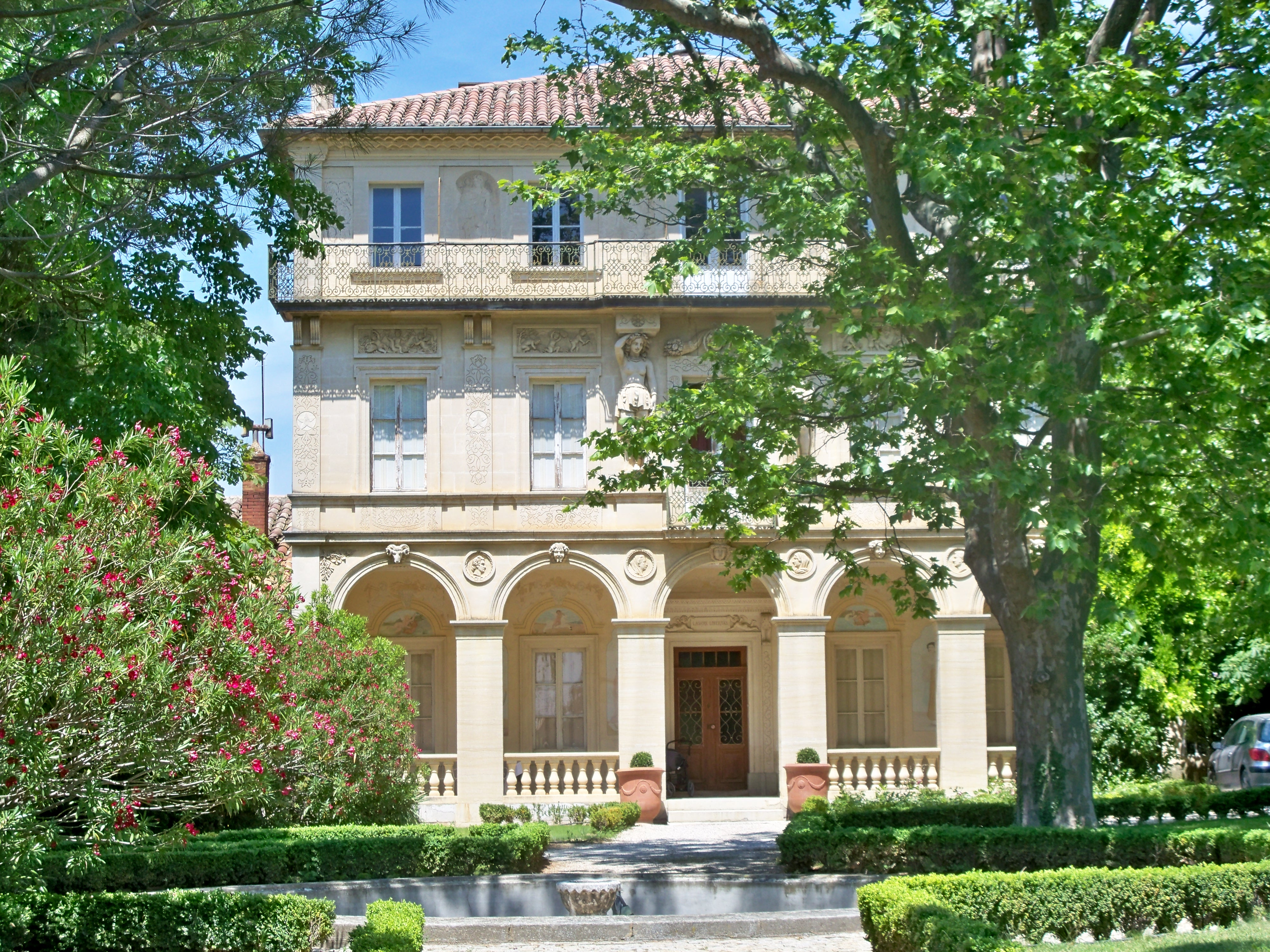
Chateau Raspail à Gigondas.

Ce fut la famille Raspail, et plus particulièrement Eugène, qui prit sa retraite politique à Gigondas, qui relança la viticulture sur place. Au cours de l'année 1861, il fit l'acquisition du domaine des Bosquets, revalorisa les 37 hectares déjà existant, en fit planter 9 autres l'année suivante, puis 26 les années qui suivirent. Par héritage paternel, il reçut le domaine du Colombier qu'il transforma en Château Raspail tout en valorisant son vignoble. 
Dès 1864, la production de ses domaines fut telle qu'il put l'expédier, par le port de Roquemaure sur le Rhône, à des négociants de Valence, Lyon, Saint-Étienne et Paris, qui la lui avait acheté sur la base de 16, 50 l'hectolitre. Des résultats assez probants pour qu'il reçut, en dépit de ses idées républicaines, et avec l'aval de Napoléon III, une prime d'honneur pour son exploitation. Fier de ses résultats, le savant vigneron put noter :

« Les vins de Gigondas doivent à leur proportion d'alcool une valeur qui les fait rechercher. Au printemps de 1865, ils étaient tous achetés quand le Languedoc se plaignait de ne pas les vendre. »

Il put alors se consacrer à ses passions qu'étaient l'archéologie, la géologie et la paléontologie. Les vins de ses vignobles se vendant de mieux en mieux, il constata : 

« Toujours est-il que la localité de Gigondas jouit du privilège de produire avec une main-d'œuvre peu élevée, des vins fort apprécié par le commerce et qui le seront bien plus encore lorsque leur réputation naissante sera plus étendue. »

L'émulation qu'il parvint à susciter déboucha même sur les premières mises en bouteille. Mais l'arrivée du phylloxéra et l'anéantissement du vignoble, au début des années 1870, réduisirent à rien ces efforts.

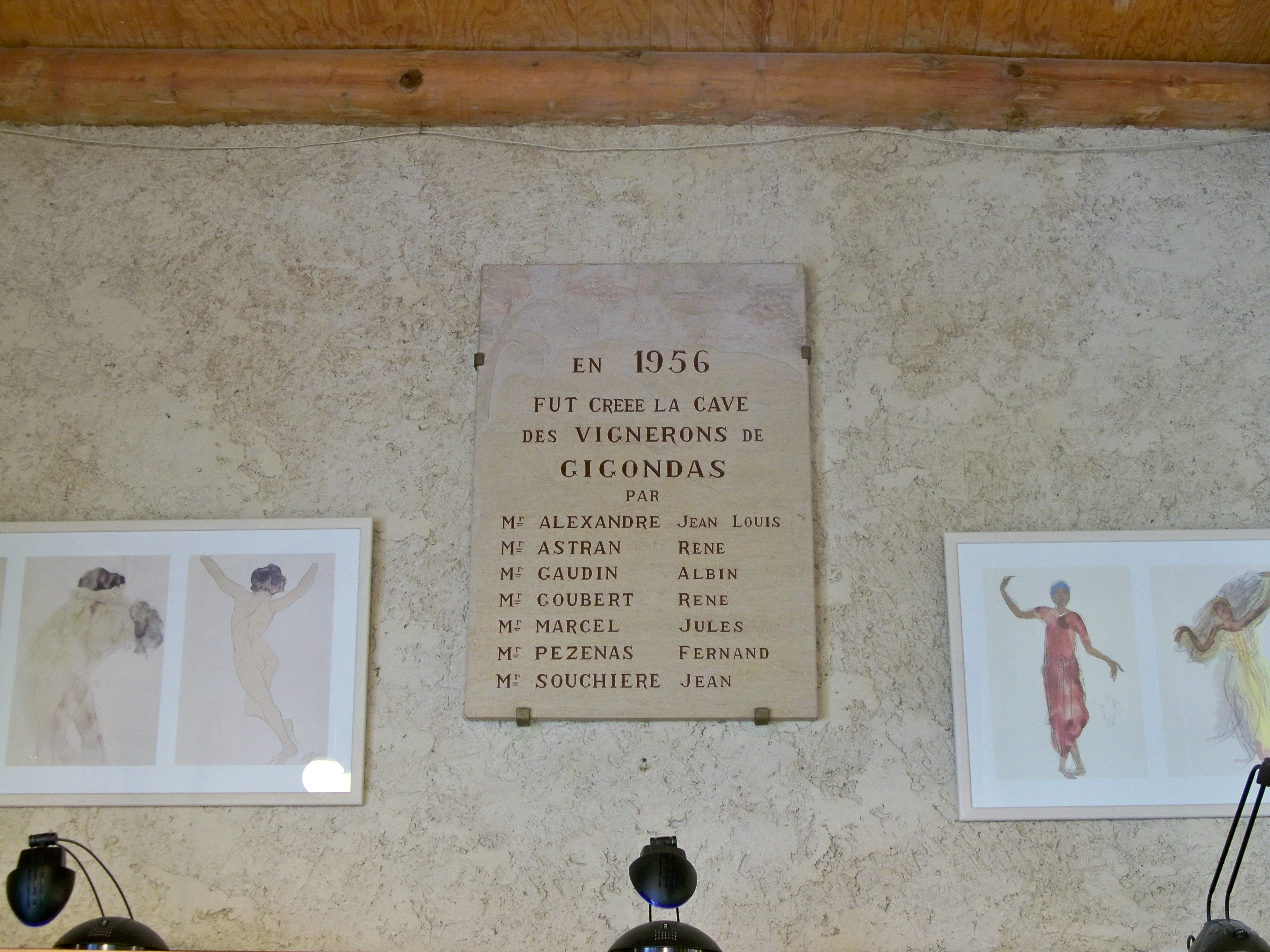
Plaque commémorative de la fondation de la cave des vignerons.

En 1956, après les grands gels qui avaient ravagé les oliveraies au pied des Dentelles de Montmirail, anéantissant la tombarelle, variété locale, Jean-Louis Alexandre, René Astran, Albin Gaudin, René Goubert, Jules Marcel, Fernand Pézenas et Jean Souchières décidèrent de fonder une cave coopérative et lui donnèrent le nom de « Cave des vignerons de Gigondas ».
Rapidement classée en côtes-du-rhône-villages les vins de ce terroir viticole de qualité obtinrent de la part de l'INAO le droit d'être protégé par une appellation locale (ou cru) le 6 janvier 1971. C'était la première appellation villages des côtes-du-rhône qui accédait à cet honneur. Le cahier des charges de l’appellation a été modifié en décembre 2023, puis en décembre 2024.

### Étymologie
La plus ancienne graphie documentée est villa Jocundatis, datée de 951. Elle tire son origine du vocable latin Jucundus, surnom latin auquel a été adjoint le suffixe -atis qui marque l'appartenance. La région étant sous domination romaine durant l'Antiquité, les villas qui étaient construites portaient le nom de leur propriétaire. Le nom a évolué ensuite : ad Gigundacium en 1137 et Gigondaz en 1155.

## Vignoble
L'aire d'appellation du gigondas est située dans la partie française de la vallée du Rhône, dans le département de Vaucluse, sur la seule commune de Gigondas. Il s'agit d'une des appellations des côtes du Rhône méridionales, limitrophe avec l'aire produisant le vacqueyras en aval de l'Ouvèze (au sud), celui du côtes-du-rhône-villages Sablet en amont (au nord) et celui du côtes-du-rhône-villages Plan-de-Dieu sur la rive droite (à l'ouest).
Quartiers et lieux-dits : c'est en 1376 qu'apparaît le premier nom d'un vignoble sur le terroir gigondassien. Il s'agit des « Bosquets ». Au XVe siècle, les actes notariés livrent les noms des lieux-dits ou quartiers suivants : Les Hautes et Basses Garrigues, Teyssonnières, Chanteduc, Ventolon, Pallières, Trignon, Beaumettes et la Coste de Saint-Cosme.

### Orographie et géologie
Eugène Raspail, dans un ouvrage dédié à son oncle François-Vincent, a donné une description toujours actuelle du terroir de Gigondas à l'intérieur des Dentelles de Montmirail : 

« Le relief du territoire de Gigondas présente trois chaînes principales et parallèles, courant de l'ouest au nord-est, suivant une courbe dont le centre serait au nord-ouest. La ligne de faîte de ces trois chaînes se compose d'un calcaire gris appartenant au terrain jurassique. Du côté du midi, la première ligne recouvre les argiles noires de l'oxfordien. Au nord, la troisième ligne est recouverte par le terrain néocomien inférieur, par le gault, les grès verts et la craie chloritée. Les deux vallées intermédiaires (Col d'Alsau, la Buissière) appartiennent exclusivement au terrain néocomien inférieur. Dans cette seconde vallée, au quartier du Cayron, les marnes argileuses alternent avec des bancs d'un calcaire bleu et jaune. »

### Climatologie
Le climat de ce terroir est soumis à un rythme à quatre temps : deux saisons sèches (une brève en hiver, une très longue et accentuée en été), deux saisons pluvieuses, en automne (pluies abondantes et brutales) et au printemps. Sa spécificité est son climat méditerranéen qui constitue un atout exceptionnel :
- Le mistral assainit le vignoble
- La saisonnalité des pluies est très marquée
- Les températures sont très chaudes pendant l'été.

La station météorologique d'Orange (sur la BA 115 d'Orange-Caritat, à 57 mètres d'altitude : 44° 08′ 40″ N, 4° 51′ 39″ E) est à onze kilomètres à l'ouest de l'aire d'appellation.
| Mois                              | jan. | fév.  | mars  | avril | mai   | juin  | jui.  | août  | sep.  | oct.  | nov.  | déc.  | année   |
| --------------------------------- | ---- | ----- | ----- | ----- | ----- | ----- | ----- | ----- | ----- | ----- | ----- | ----- | ------- |
| Température minimale moyenne (°C) | 1,3  | 2,6   | 4,4   | 7,2   | 10,8  | 14,4  | 17    | 16,3  | 13,8  | 9,7   | 4,9   | 1,9   | 8,7     |
| Température moyenne (°C)          | 5,4  | 6,9   | 9,4   | 12,5  | 16,4  | 20,2  | 23,3  | 22,5  | 19,4  | 14,7  | 9,1   | 5,7   | 13,8    |
| Température maximale moyenne (°C) | 9,4  | 11,3  | 14,4  | 17,8  | 22,1  | 26,1  | 29,6  | 28,8  | 25    | 19,7  | 13,3  | 9,5   | 18,9    |
| Ensoleillement (h)                | 132  | 137,1 | 192,5 | 230,4 | 264,6 | 298,9 | 345,3 | 310,7 | 237,6 | 187,1 | 135,2 | 123,8 | 2 595,3 |
| Précipitations (mm)               | 44,4 | 57,5  | 61,1  | 58,9  | 72,4  | 43,6  | 27,8  | 56,3  | 67,6  | 97,4  | 57,7  | 48,9  | 693,4   |

| Mois                              | jan. | fév. | mars | avril | mai  | juin | jui. | août | sep.  | oct. | nov. | déc. | année |
| --------------------------------- | ---- | ---- | ---- | ----- | ---- | ---- | ---- | ---- | ----- | ---- | ---- | ---- | ----- |
| Température minimale moyenne (°C) | 2,1  | 2,4  | 5,3  | 7,9   | 11,9 | 15,6 | 18   | 17,7 | 14    | 10,6 | 6    | 2,8  | 9,5   |
| Température moyenne (°C)          | 6,2  | 7,2  | 10,8 | 13,6  | 17,7 | 21,9 | 24,5 | 24,2 | 19,7  | 15,4 | 10,1 | 6,7  | 14,8  |
| Température maximale moyenne (°C) | 10,3 | 11,9 | 16,2 | 19,3  | 23,6 | 28,1 | 31,1 | 30,8 | 25,5  | 20,3 | 14,2 | 10,6 | 20,2  |
| Nombre de jours avec gel          | 9,2  | 7,4  | 2,1  | 0     | 0    | 0    | 0    | 0    | 0     | 0,1  | 2,3  | 8,1  | 29,2  |
| Précipitations (mm)               | 54,8 | 36,6 | 44,5 | 63    | 60,1 | 37,4 | 38,4 | 40,2 | 105,3 | 94,5 | 96,6 | 48,2 | 719,6 |

| Diagramme climatique                                  |             |             |           |              |              |            |              |             |              |           |             |
| J                                                     | F           | M           | A         | M            | J            | J          | A            | S           | O            | N         | D           |
| 10,32,154,8                                           | 11,92,436,6 | 16,25,344,5 | 19,37,963 | 23,611,960,1 | 28,115,637,4 | 31,11838,4 | 30,817,740,2 | 25,514105,3 | 20,310,694,5 | 14,2696,6 | 10,62,848,2 |
| Moyennes : • Temp. maxi et mini °C • Précipitation mm |             |             |           |              |              |            |              |             |              |           |             |

|                | Vaucluse   | AOC gigondas                        | moyenne nationale |
| -------------- | ---------- | ----------------------------------- | ----------------- |
| Ensoleillement | 2 595 h/an | 2 800 h/an                          | 1 973 h/an        |
| Pluie          | 693 mm/an  | 700 mm/an (sur 80 jours)            | 770 mm/an         |
| Neige          | 4 j/an     |                                     | 14 j/an           |
| Vent           |            | 110 j/an essentiellement du Mistral |                   |
| Orage          | 23 j/an    |                                     | 22 j/an           |
| Brouillard     | 31 j/an    |                                     | 40 j/an           |

| Mois                                                                      | Jan          | Fev          | Mar         | Avr         | Mai         | Jui         | Jui         | Aou         | Sep         | Oct         | Nov         | Dec          |
| ------------------------------------------------------------------------- | ------------ | ------------ | ----------- | ----------- | ----------- | ----------- | ----------- | ----------- | ----------- | ----------- | ----------- | ------------ |
| Records de températures minimales °C (Année)                              | -13,4 (1985) | -14,5 (1956) | -9,7 (2005) | -2,9 (1970) | 1,3 (1979)  | 5,7 (1984)  | 9,0 (1953)  | 8,3 (1974)  | 3,1 (1974)  | -1,1 (1973) | -5,4 (1952) | -14,4 (1962) |
| Records de températures maximales °C (Année)                              | 20,3 (2002)  | 23,0 (1960)  | 27,2 (1990) | 30,7 (2005) | 34,5 (2001) | 38,1 (2003) | 40,7 (1983) | 42,6 (2003) | 35,1 (1966) | 29,6 (1985) | 24,6 (1970) | 20,2 (1983)  |
| Source: https://www.linternaute.com/ville/ville/climat/25721/orange.shtml |              |              |             |             |             |             |             |             |             |             |             |              |

Tableau comparatif des précipitations relevées en nord Vaucluse lors de l'année 2006.
| Pluie.                                   | Oct. | Nov.  | Dec. | Jan.  | Fev. | Mars. | Avril. | Mai  | Juin | Juil. | Août | Sept. |
| ---------------------------------------- | ---- | ----- | ---- | ----- | ---- | ----- | ------ | ---- | ---- | ----- | ---- | ----- |
| % de précipitations comparé à la normale | 90 % | 100 % | 48 % | 103 % | 61 % | 84 %  | 16 %   | 42 % | 5 %  | 174 % | 60 % | 175 % |
| Fort orage (grêle)                       | 0    | 0     | 0    | 0     | 0    | 0     | 0      | 0    | 0    | 7     | 2    | 2     |

Températures relevées en nord Vaucluse lors de l'année 2006.
| Température.                             | Oct.          | Nov.          | Dec.          | Jan.          | Fev.          | Mars.         | Avril.        | Mai           | Juin          | Juil.         | Août          | Sept.         |
| ---------------------------------------- | ------------- | ------------- | ------------- | ------------- | ------------- | ------------- | ------------- | ------------- | ------------- | ------------- | ------------- | ------------- |
| t° la plus chaude (date)                 | 25,2° (le 09) | 21,7° (le 03) | 14,2° (le 04) | 13,3° (le 19) | 15,5° (le 13) | 23,9° (le 31) | 26,7° (le 26) | 30,9° (le 17) | 35,2° (le 28) | 38,9° (le 21) | 34,1° (le 01) | 34,2° (le 04) |
| Nombre de jours t° > à 30°               | 0             | 0             | 0             | 0             | 0             | 0             | 0             | 2             | 16            | 31            | 2             | 8             |
| t° la plus froide (date)                 | 6,6° (le 05)  | -5,8° (le 28) | -6,9° (le 30) | -6,8° (le 15) | -4,7° (le 03) | -3,2° (le 02) | -2,8° (le 08) | 4,9° (le 01)  | 9,4° (le 02)  | 17° (le 07)   | 11,1° (le 15) | 10,3° (le 01) |
| Nombre de jours t° < à -6° (forte gelée) | 0             | 1             | 2             | 5             | 0             | 0             | 0             | 0             | 0             | 0             | 0             | 0             |

Tableau des différentes vitesses du mistral enregistrées et à sa fréquence au cours de l'année 2006. Une partie du  vignoble est protégée du mistral par les arêtes rocheuses des Dentelles de Montmirail.
| Mistral.                                             | Oct.    | Nov.    | Dec.     | Jan.    | Fev.    | Mars.    | Avril.  | Mai     | Juin     | Juil.   | Août    | Sept.   |
| ---------------------------------------------------- | ------- | ------- | -------- | ------- | ------- | -------- | ------- | ------- | -------- | ------- | ------- | ------- |
| Vitesse maximale relevée sur le mois                 | 87 km/h | 91 km/h | 118 km/h | 96 km/h | 97 km/h | 112 km/h | 97 km/h | 94 km/h | 100 km/h | 90 km/h | 90 km/h | 90 km/h |
| Tendance : jours avec une vitesse > 16 m/s (58 km/h) | ---     | =       | ++       | --      | +++     | ---      | ++++    | ++++    | =        | =       | ++++    | +       |

### Encépagement
Les cépages entrant dans la composition des vins rouges et rosés sont le grenache, la syrah et le mourvèdre. 

### Méthodes culturales
Pour tous les cépages, il est utilisé la taille en gobelet sur un fil, à deux yeux maximum par courson avec un maximum de quinze yeux francs par cep en plus du bourillon. Seule la syrah subit la taille Guyot.
Le rendement est limité à 35 hl/ha. Pour la vinification, il est préconisé une cuvaison longue et un élevage en fûts et foudres de chêne anciens ce qui évite aux vins de l'appellation les goûts exogènes de vanille qu'apportent des futailles neuves. Tous les vins de Gigondas titrent au moins et naturellement 12 ,5°.

## Vins
Les données de production des années récentes, telles que publiées par les Douanes, sont :
| Année | gigondas rouge  | gigondas rouge  | gigondas rouge    | gigondas rosé   | gigondas rosé   | gigondas rosé     | gigondas blanc  | gigondas blanc  | gigondas blanc    |
| Année | superficie (ha) | production (hl) | rendement (hl/ha) | superficie (ha) | production (hl) | rendement (hl/ha) | superficie (ha) | production (hl) | rendement (hl/ha) |
| ----- | --------------- | --------------- | ----------------- | --------------- | --------------- | ----------------- | --------------- | --------------- | ----------------- |
| 2020  | 1 189           | 36 892          | 31                | 9,00            | 214             | 24                | ?               | ?               | ?                 |
| 2021  | 1 183           | 33 670          | 28                | 8,51            | 208             | 24                | ?               | ?               | ?                 |
| 2022  | 1 174           | 36 777          | 31                | 9,55            | 235             | 25                | ?               | ?               | ?                 |
| 2023  | 1 177           | 37 124          | 32                | 9,34            | 239             | 26                | 12,5            | 410             | 33                |
| 2024  | 1 180           | 33 398          | 28                | 8,39            | 190             | 23                | 16,3            | 478             | 29                |

### Vinification
Comme de nombreux vignobles en dessous du 45e parallèle, les côtes-du-rhône méridionales sont des vins assemblant plusieurs cépages. Ceci est justifié par les caractéristiques climatiques régionales avec des étés très chauds, sinon torrides, et la présence du mistral, vent excessif, qui participent à la surmaturation des cépages. Tous les essais de vinification mono-cépage ont démontré que ces vins ne peuvent atteindre une qualité élevée et donner la véritable expression du terroir. Par contre, l'assemblage de plusieurs variétés permet d'obtenir un parfait équilibre entre acidité, alcool et tannins. 
Vinification en rouge
C'est le grenache noir qui représente la plus importante proportion, il est assemblé avec le mourvèdre et la syrah. Un peu de cinsault permet d'apporter la finesse. Les trois premiers cépages permettent d'obtenir un parfait équilibre et donnent des grands vins de garde qui truffent en vieillissant. En fonction des parcelles et des micro-climats, l'assemblage peut varier entre 80 % de grenache, syrah et mourvèdre entrant en part égale pour le pourcentage restant, et 50 % de grenache, la syrah et le mourvèdre représentant chacun 25 %. 

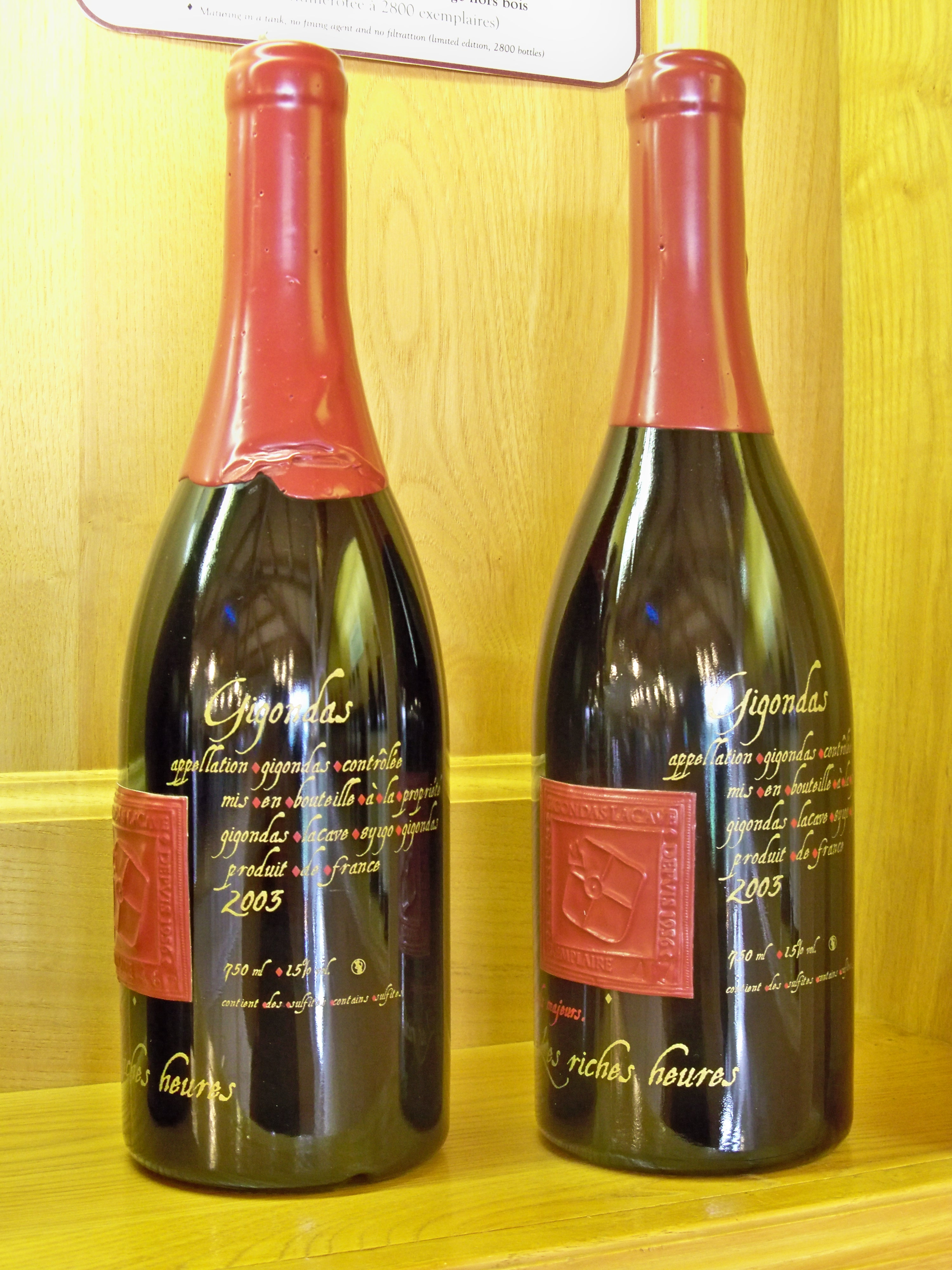
Gigondas rouge, millésime 2005.
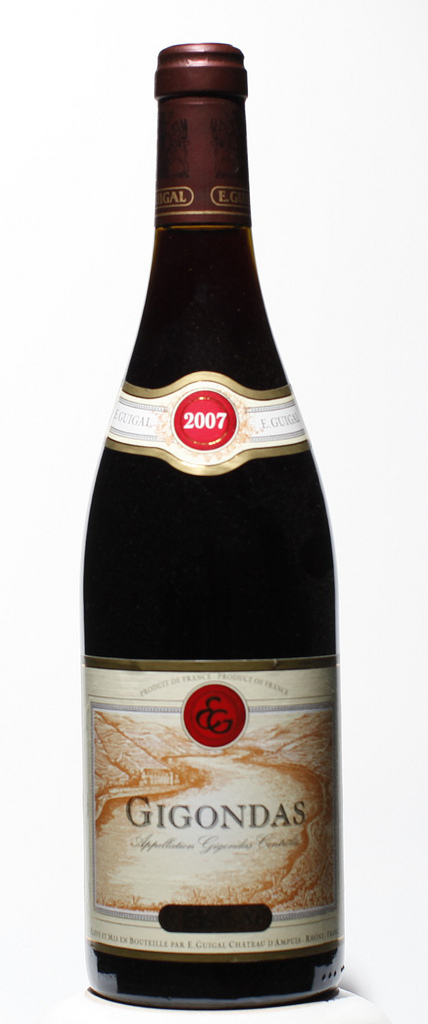
Gigondas rouge, Guigal, millésime 2007.
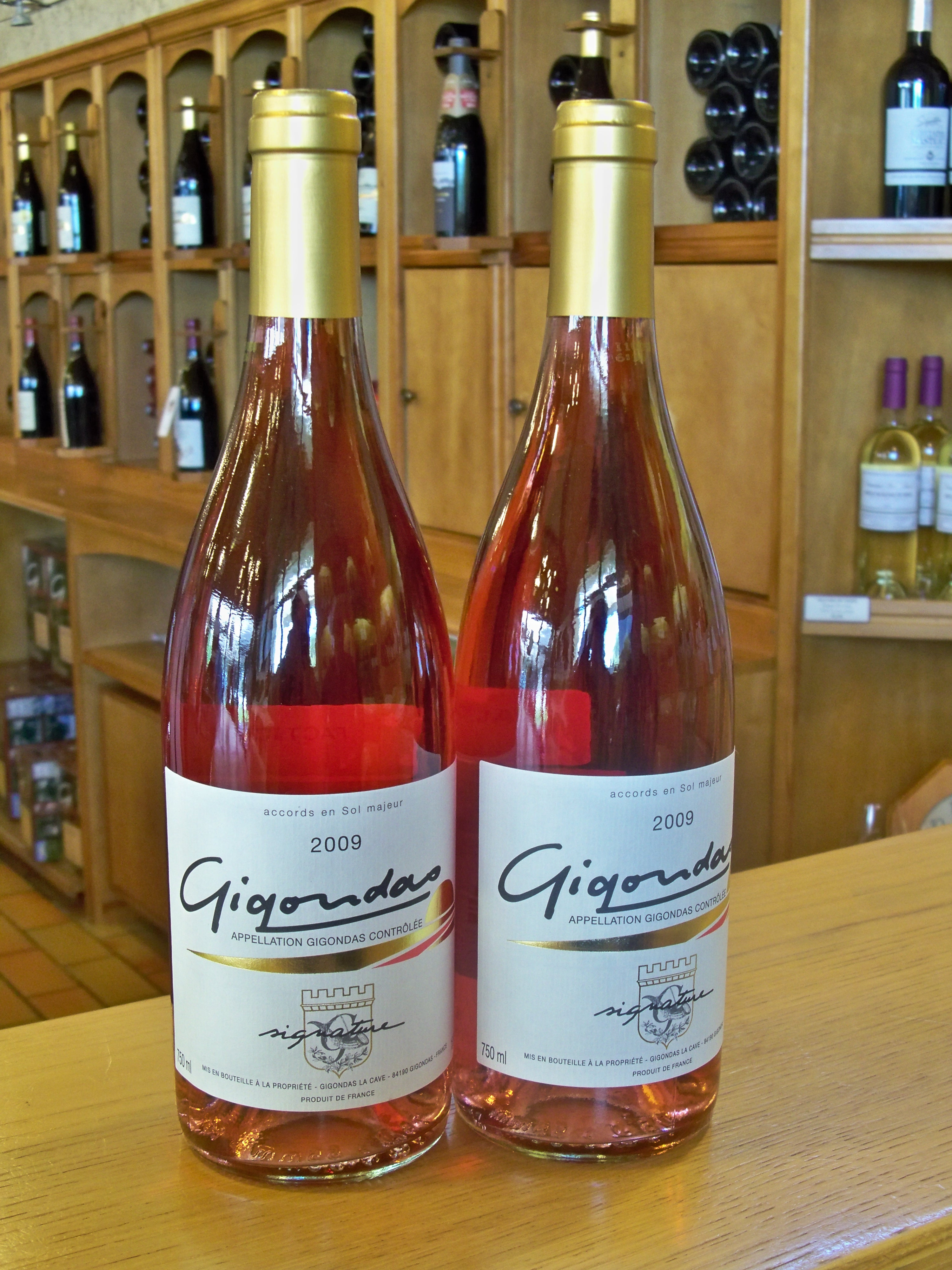
Gigondas rosé, millésime 2009.

Vinification en rosé
Majoritairement réalisée par saignée, le jus s'écoulant sous le poids de la vendange, la vinification est faite par un assemblage dans lequel le grenache noir reste majoritaire. Le cinsault apporte ici toute son expression ainsi que le mourvèdre s'il ne dépasse pas 10 %.

### Terroir et vins

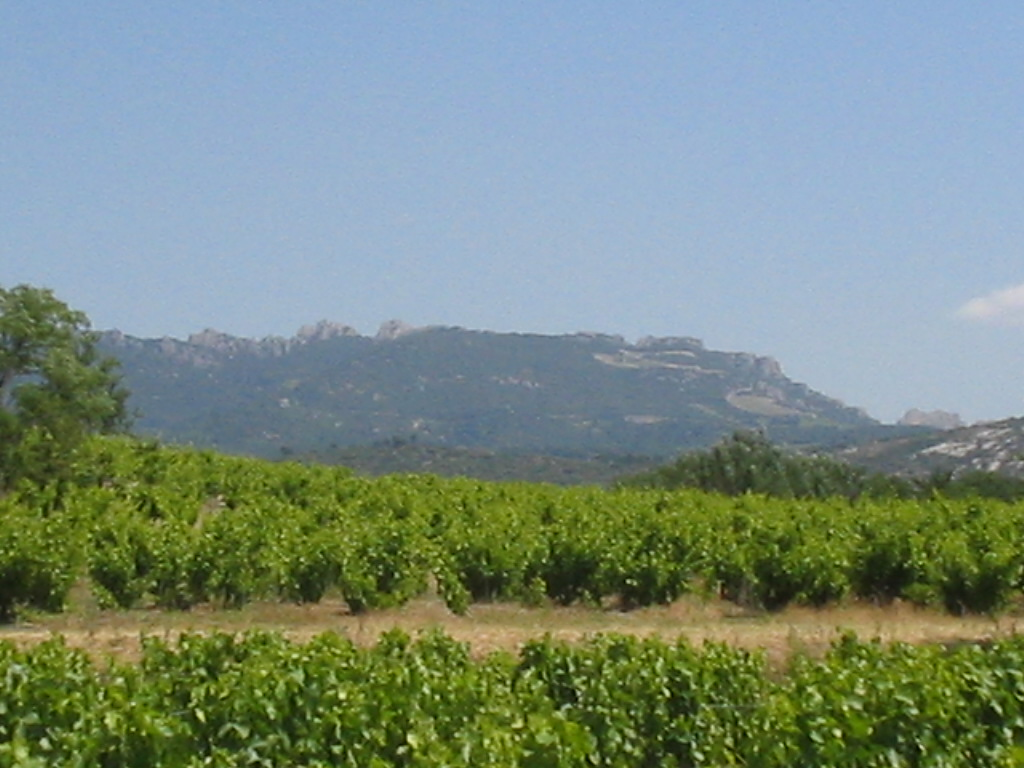
Les vignes de Gigondas avec en ligne de fond les Dentelles de Montmirail.

Des terrasses caillouteuses d’argile rouge qui montent à l’assaut des Dentelles de Montmirail composent ce terroir. 
Les rouges ont une robe profonde à la couleur chatoyante. Ces vins équilibrés et charpentés, au goût puissant, sont caractérisés par un nez qui évolue d’un bouquet juvénile de fruits où domine la marasque (cerise noire) vers des nuances de menthe sauvage, de sous-bois et de venaison en vin de garde. 
Le rosé, capiteux et généreux, à la couleur soutenue et ensoleillée, se distingue par des arômes marqués d’amande et de fruits compotés. Ne manquant pas de corps, d'esprit et de bouquet, c'est un vin à boire à table avec les charcuteries et les fromages. Il s'accorde parfaitement avec la cuisine asiatique.

### Structure des exploitations
Grâce à une sélection au terroir, de nombreux domaines sont vinifiés et mis en bouteille à la cave des vignerons de Gigondas. 

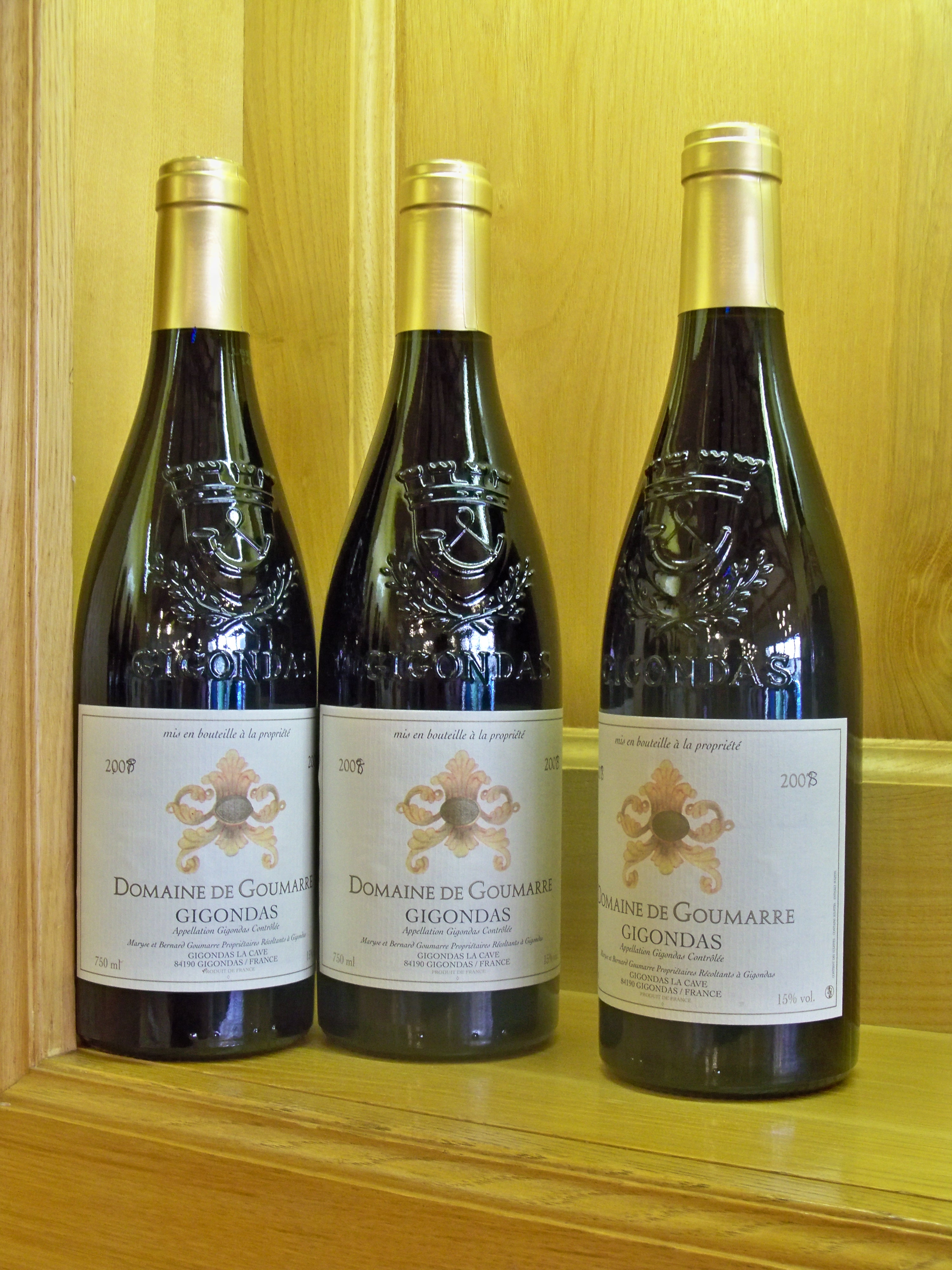
AOC Gigondas, Domaine de Goumarre
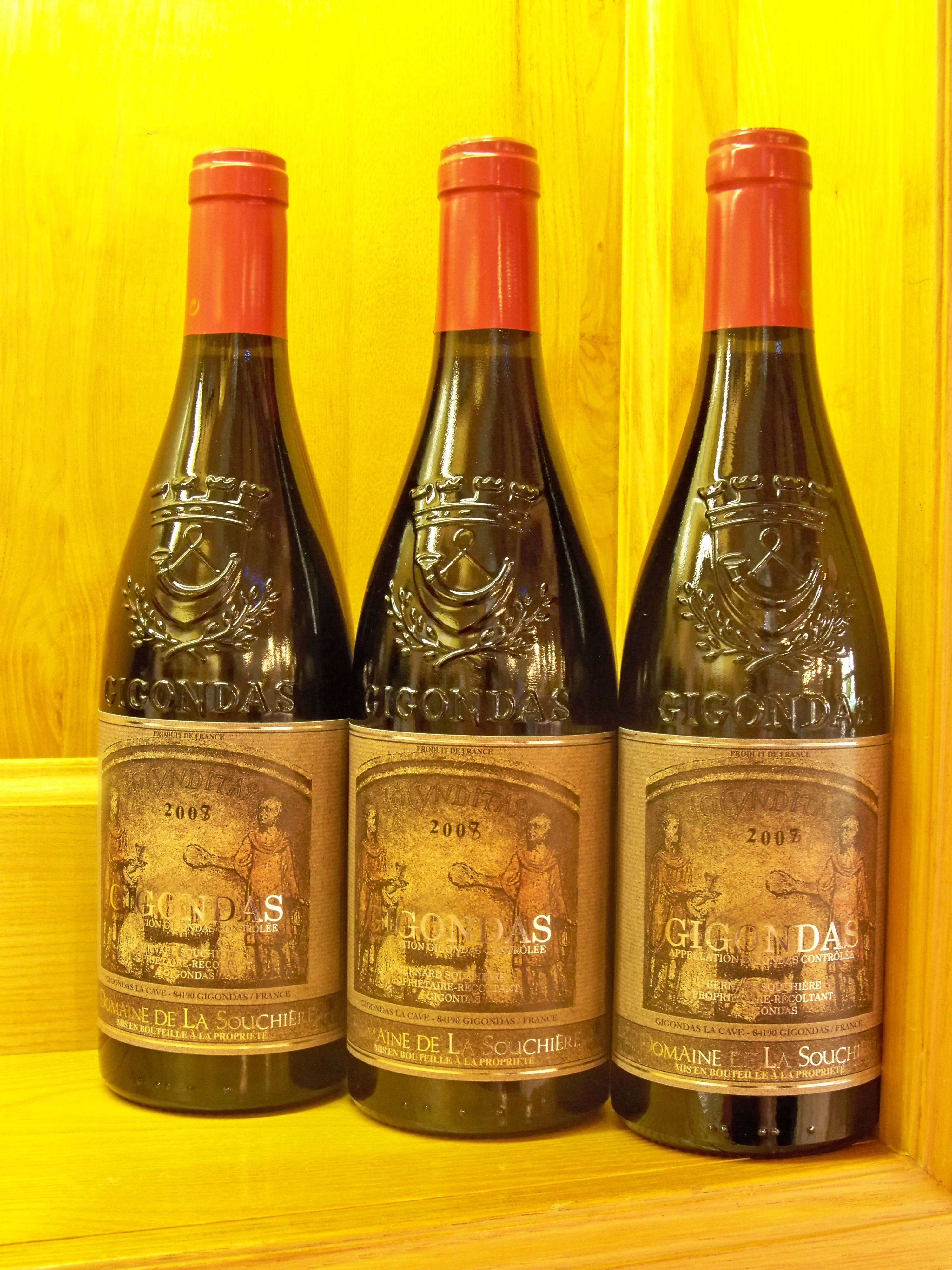
AOC Gigondas, Domaine de la Souchière
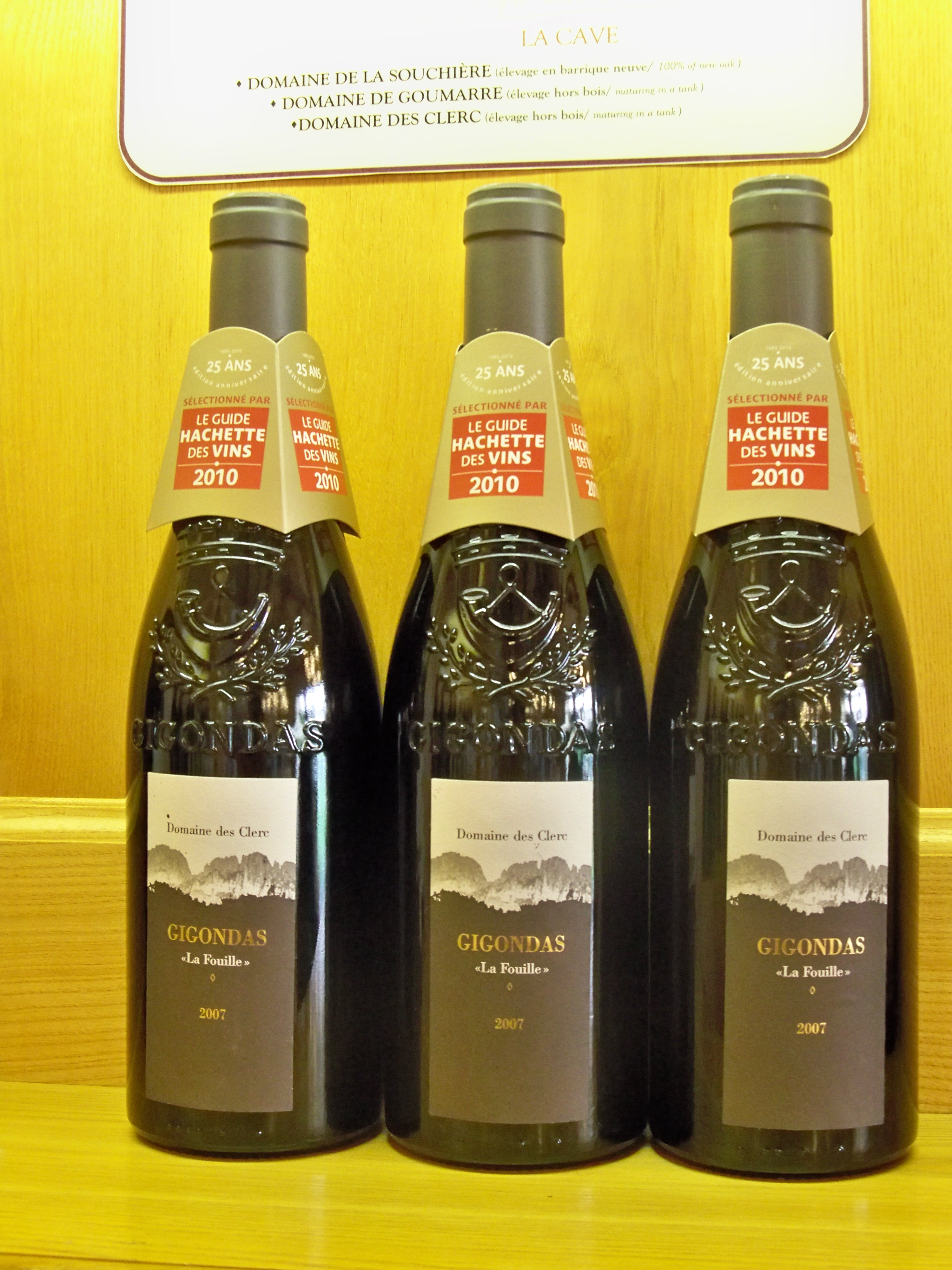
AOC Gigondas, Domaine des Clerc

### Gastronomie

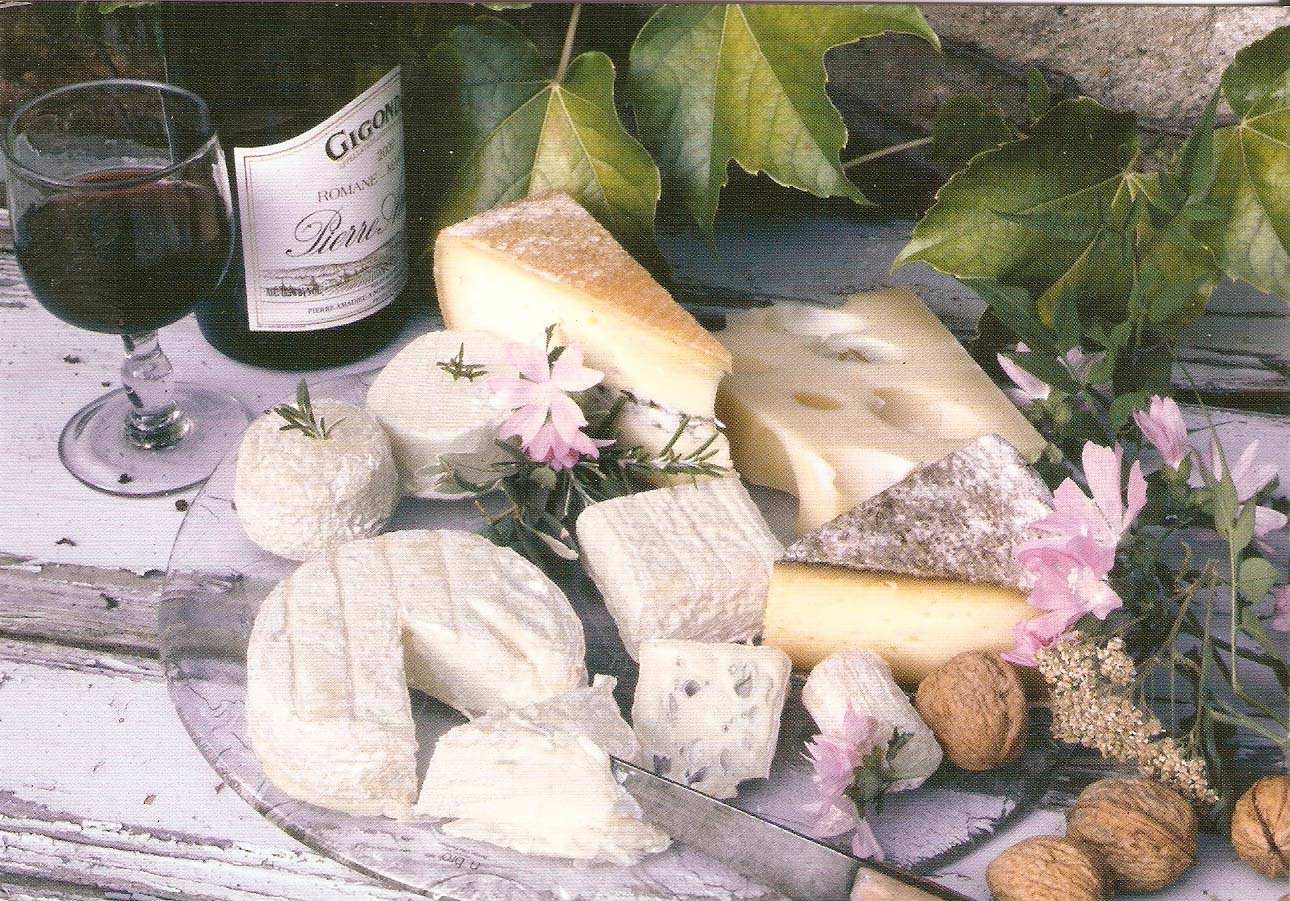
Gigondas et plateau de fromages

Le rouge qui possède une grande aptitude au vieillissement, - dix ans et plus - est traditionnellement conseillé sur du gibier et de la venaison et il s'accorde parfaitement avec les daubes (avignonnaises ou provençale), le civet de cerf, le lièvre à la royale ainsi que les civets de lièvre ou de sanglier. Il est aussi parfait sur des fromages de haut goût tels que les différents bleus ou les pâtes persillées, ainsi que sur le reblochon et le maroilles. 
Le rosé, en fonction de sa vinification - par saignée ou par pressurage -  peut se garder entre 2 ou 4 ans. C'est à boire à table avec les charcuteries et les fromages. Il s'accorde parfaitement avec la cuisine asiatique.

### Millésimes
Ils correspondent à ceux du vignoble de la vallée du Rhône. Ils sont notés : année exceptionnelle , grande année , bonne année ***, année moyenne **, année médiocre *.
| Caractéristiques | Article de qualité | ***                | ***                | Bon article        | Article de qualité | Bon article        | Bon article        | ***                | Bon article | Bon article        |
| Millésimes 1990 | 1999               | 1998               | 1997               | 1996               | 1995               | 1994               | 1993               | 1992               | 1991        | 1990               |
| Caractéristiques | ***                | ***                | **                 | ***                | Bon article        | **                 | **                 | **                 | ***         | Article de qualité |
| Millésimes 1980 | 1989               | 1988               | 1987               | 1986               | 1985               | 1984               | 1983               | 1982               | 1981        | 1980               |
| Caractéristiques | Article de qualité | Article de qualité | Bon article        | ***                | Article de qualité | **                 | Bon article        | ***                | Bon article | Article de qualité |
| Millésimes 1970 | 1979               | 1978               | 1977               | 1976               | 1975               | 1974               | 1973               | 19722              | 1971        | 1970               |
| Caractéristiques | Bon article        | Article de qualité | Bon article        | **                 | ***                | Bon article        | ***                | **                 | **          | Article de qualité |
| Millésimes 1960 | 1969               | 1968               | 1967               | 1966               | 1965               | 1964               | 1963               | 1962               | 1961        | 1960               |
| Caractéristiques | **                 | *                  | Article de qualité | Article de qualité | ***                | ***                | **                 | **                 | ***         | Article de qualité |
| Millésimes 1950 | 1959               | 1958               | 1957               | 1956               | 1955               | 1954               | 1953               | 1952               | 1951        | 1950               |
| Caractéristiques | Bon article        | Bon article        | Article de qualité | Bon article        | Bon article        | ***                | Bon article        | Article de qualité | **          | Article de qualité |
| Millésimes 1940 | 1949               | 1948               | 1947               | 1946               | 1945               | 1944               | 1943               | 1942               | 1941        | 1940               |
| Caractéristiques | Article de qualité | Article de qualité | Article de qualité | Bon article        | Article de qualité | **                 | Article de qualité | Bon article        | **          | **                 |
| Millésimes 1930 | 1939               | 1938               | 1937               | 1936               | 1935               | 1934               | 1933               | 1932               | 1931        | 1930               |
| Caractéristiques | *                  | Bon article        | Bon article        | ***                | **                 | Article de qualité | Article de qualité | **                 | **          | **                 |
| Millésimes 1920 | 1929               | 1928               | 1927               | 1926               | 1925               | 1924               | 1923               | 1922               | 1921        | 1920               |
| Caractéristiques | Article de qualité | Article de qualité | **                 | Bon article        | **                 | Bon article        | Bon article        | **                 | Bon article | Bon article        |
| Sources : Yves Renouil (sous la direction), Dictionnaire du vin, Éd. Féret et fils, Bordeaux, 1962 ; Alexis Lichine, Encyclopédie des vins et alcools de tous les pays, Éd. Robert Laffont-Bouquins, Paris, 1984, Les millésimes de la vallée du Rhône & Les grands millésimes de la vallée du Rhône |                    |                    |                    |                    |                    |                    |                    |                    |             |                    |

Soit sur 90 ans, 24 années exceptionnelles, 26 grandes années, 16 bonnes années, 22 années moyennes et 2 années médiocres.

### Commercialisation
En 1924, la commercialisation des vins plafonnait à 4 784 hl, elle passa en 1967 à 25 887 hl, pour atteindre actuellement 40 000 hl.

### Les principaux producteurs de l'appellation
Les principaux producteurs de l'AOC Gigondas sont : 
Gigondas
- Pierre Amadieu ; Château de Saint-Cosme ; Cave des vignerons de Gigondas ; Domaine Raspail-Ay ;  Domaine de la Tourade ; Domaine du Cayron, Michel Farraud et filles ; Domaine Les Pallières ; Domaine du Grapillon d'Or ; Domaine du Grand Bourjassot ; Les Goubert,  Jean-Pierre et Mireille Cartier ; Moulin de la Gardette ; Gabriel Meffre,  Domaine de Longue Toque ; Domaine du Terme ; Domaine La Fourmone, Roger Combes et filles ; Château Raspail, Meffre Christian ; Domaine du Pesquier, R. Boutière et fils ; Domaine Santa-Duc ; Château Saint-André, Gabriel Rey ; Domaine Saint-Gayan ; Mas des Restanques ; Domaine de La Daysse ;

Ampuis
- Domaine E. Guigal.

Beaumes-de-Venise
- Domaine de Durban, Leydier et fils ; Domaine Font-Sante, Pierre Rougon

Bédoin
- Les vignerons du Mont-Ventoux

Cairanne
- Domaine Brusset ; Camille Cayran, Cave de Cairanne

Castillon-du-Gard
- La Compagnie Rhodanienne

Châteauneuf-du-Pape
- Ogier, Caves des Papes ; Maison Brotte ; Caves Saint-Pierre ; Château de Vaudieu

Courthézon
- Caves Jean-Paul Jamet ; Perrin et fils,  Château de Beaucastel ; Cellier des Princes

Entrechaux
- Le Mas des Flauzières

Laudun
- Dauvergne-Ranvier,  Château Saint-Maurice

Lourmarin
- Maison Tardieu-Laurent

Sablet
- Domaine de Boissan, Christian Bonfils ; Domaine des Pasquiers ; Cave des vignerons du Gravillas

Saint-Jean-de-Muzols
- Delas frères

Sarrians
- Montirius

Tain-l'Hermitage
- M. Chapoutier ; Paul Jaboulet aîné

Tupin-et-Semons
- J. Vidal-Fleury

Vacqueyras
- Château de Montmirail ;  Domaine du Grand Montmirail ;  Cave des Vignerons de Caractère ; Clos des Cazaux[32], Archimbaud ; Domaine de la Garrigue, Earl Bernard et fils ;  Vieux Clocher, Maison Arnoux ;  Domaine les Semelles de Vent

### Caveaux de dégustation

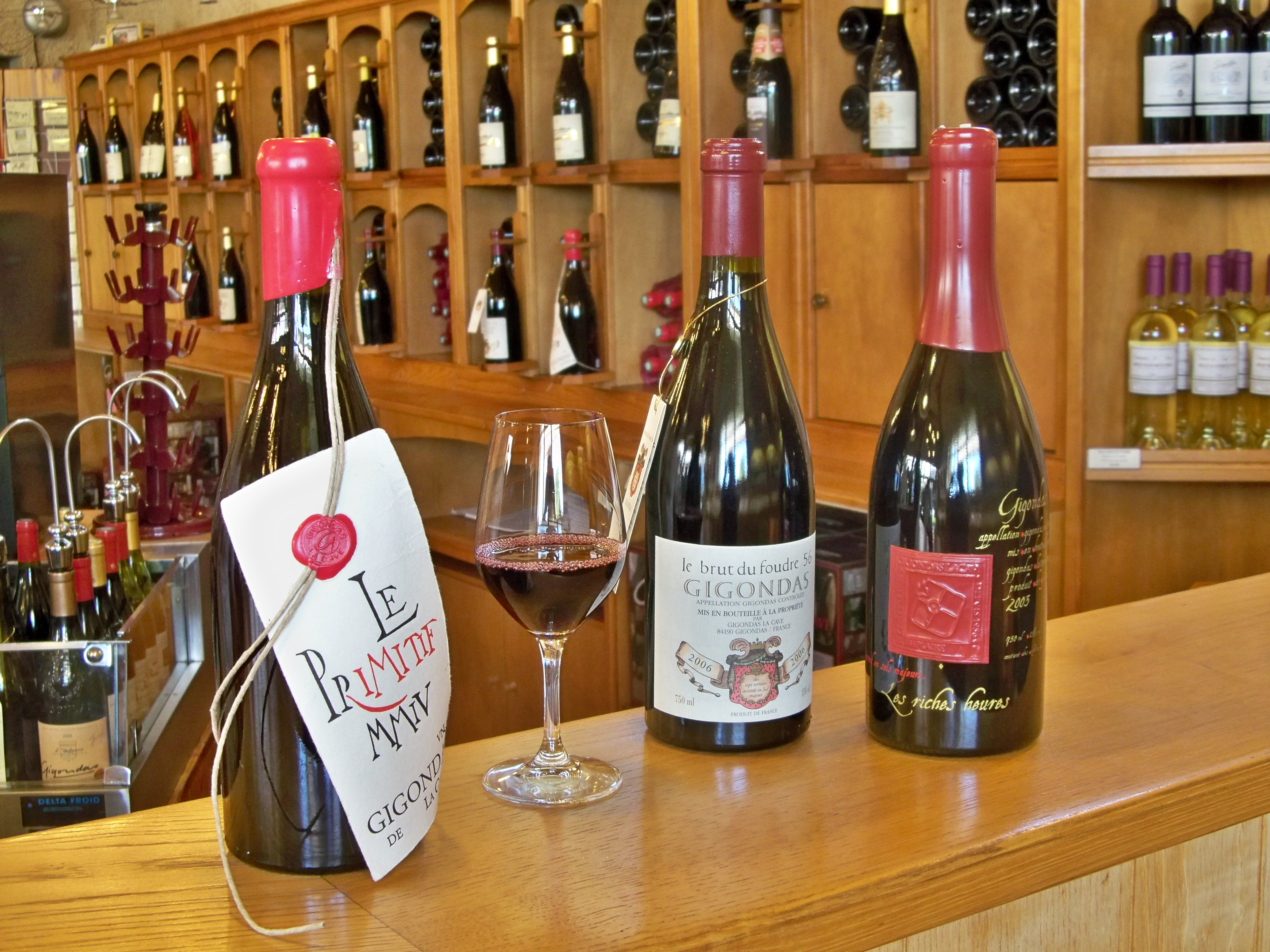
Trois cuvées du caveau des vignerons de Gigondas

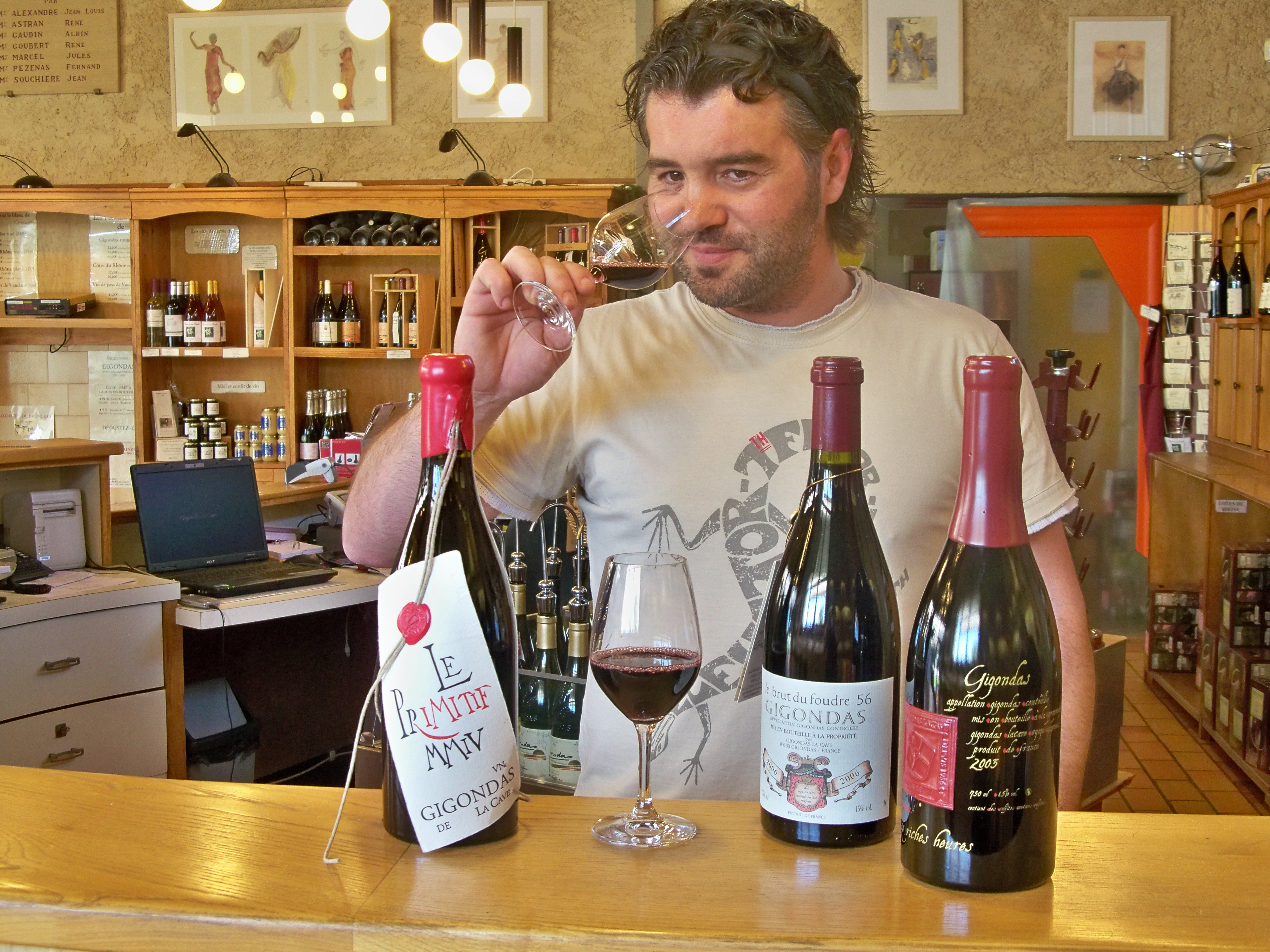
Dégustation à Gigondas

Une charte de qualité, à laquelle adhèrent caves et domaines de Gigondas, a été mise en place dans la vallée du Rhône par Inter Rhône. Elle propose trois catégories différentes d'accueil en fonction des prestations offertes par les professionnels. 
La première - dite accueil de qualité - définit les conditions de cet accueil. Un panneau à l'entrée doit signaler que celui-ci est adhérent à la charte. Ce qui exige que ses abords soient en parfait état et entretenus et qu'il dispose d'un parking proche. L'intérieur du caveau doit disposer d'un sanitaire et d'un point d'eau, les visiteurs peuvent s'asseoir et ils ont de plus l'assurance que locaux et ensemble du matériel utilisé sont d'une propreté irréprochable (sols, table de dégustation, crachoirs, verres).
L'achat de vin à l'issue de la dégustation n'est jamais obligatoire. Celle-ci s'est faite dans des verres de qualité (minimum INAO). Les vins ont été servis à température idéale et les enfants se sont vu proposer des jus de fruits ou des jus de raisin. Outre l'affichage de ses horaires et des permanences, le caveau dispose de fiches techniques sur les vins, affiche les prix et offre des brochures touristiques sur l'appellation. 
Caveaux à Gigondas

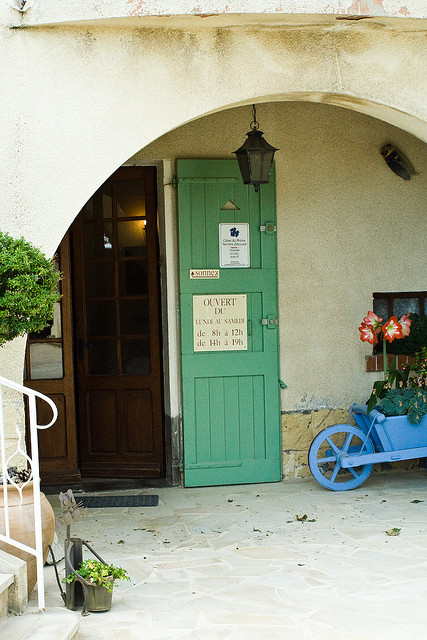
Caveau à Gigondas

La seconde - dite accueil de service - précise que le caveau est ouvert cinq jours sur sept toute l'année et six jours sur sept de juin à septembre. La dégustation se fait dans des verres cristallins voire en cristal. Accessible aux personnes à mobilité réduite, il est chauffé l'hiver et frais l'été, de plus il dispose d'un éclairage satisfaisant (néons interdits). Sa décoration est en relation avec la vigne et le vin, une carte de l'appellation est affichée. Il dispose d'un site internet et fournit à sa clientèle des informations sur la gastronomie et les produits agroalimentaires locaux, les lieux touristiques et les autres caveaux adhérant à la charte. Des plus les fiches techniques sur les vins proposés sont disponibles en anglais
Caveaux à Gigondas
La troisième - dite accueil d'excellence - propose d'autres services dont la mise en relation avec d'autres caveaux, la réservation de restaurants ou d'hébergements. Le caveau assure l'expédition en France pour un minimum de vingt-quatre bouteilles. Il dispose d'un site Internet en version anglaise et le personnel d'accueil parle au moins l'anglais.
Caveaux à Gigondas